# Красавинське сільське поселення
Краса́винське сільське поселення (рос. Красавинское сельское поселение) — сільське поселення у складі Великоустюзького району Вологодської області Росії.
Адміністративний центр — село Васильєвське.

## Населення
Населення сільського поселення становить 1053 особи (2019; 1178 у 2010, 1382 у 2002).

## Історія
Спочатку центром Красавинської сільської ради було місто Красавино, потім його перенесли до села Васильєвське. Станом на 1999 рік до складу сільради входило 20 населених пунктів. 2001 року ліквідовані присілки Мале Єсіплево та Терехіно.
Станом на 2002 рік існувала Красавинська сільська рада (село Васильєвське, присілки Березниково, Велика Сінега, Велике Єсіплево, Боровинка, Бухініно, Бушково, Горка, Клепіково, Коробовське, Корольово, Кошово, Медведки, Нова Деревня, Нове Село, Підгор'є, Полутово, Скорняково). 2006 року сільрада була перетворена у сільське поселення, присілки Бухініно, Коробовське, Корольово, Нова Деревня, Нове Село, Підгор'є передані до складу Красавинського міського поселення.

## Склад
До складу сільського поселення входять:
| Населений пункт           | Населення, осіб (2002) | Населення, осіб (2010) |
| ------------------------- | ---------------------- | ---------------------- |
| Березниково, присілок     | 8                      | 12                     |
| Боровинка, присілок       | 11                     | 10                     |
| Бушково, присілок         | 17                     | 14                     |
| Васильєвське, село        | 905                    | 803                    |
| Велика Сінега, присілок   | 45                     | 46                     |
| Велике Єсіплево, присілок | 11                     | 4                      |
| Горка, присілок           | 14                     | 2                      |
| Клепіково, присілок       | 29                     | 22                     |
| Кошово, присілок          | 25                     | 6                      |
| Медведки, присілок        | 5                      | 0                      |
| Полутово, присілок        | 260                    | 212                    |
| Скорняково, присілок      | 52                     | 47                     |